# În pădurea lui Ion
În pădurea lui Ion este un film românesc din 1970 regizat de Adrian Petringenaru.